# Lambda Centauri
Lambda Centauri (λ Centauri, förkortat Lambda Cen, λ Cen) som är stjärnans Bayerbeteckning, är en ensam stjärna belägen i den sydvästra delen av stjärnbilden Kentauren. Den har en skenbar magnitud på 3,13 och är synlig för blotta ögat. Baserat på parallaxmätning inom Hipparcosuppdraget på ca 8,5 mas, beräknas den befinna sig på ett avstånd på ca 420 ljusår (ca 129 parsek) från solen. 

## Egenskaper
Lambda Centauri är en blå till vit jättestjärna av spektralklass B2 IV, även om den också har klassificerats som A1 III. Den har en massa som är ca 4,5 gånger större än solens massa, en radie som är ca 5,5 gånger större än solens och utsänder från dess fotosfär ca 740 gånger mera energi än solen vid en effektiv temperatur på ca 9 880 K. 
Även om Lambda Centauri är förmodad ensam stjärna har den en möjlig följeslagare med gemensam egenrörelse separerad med 0,73 bågsekunder vid en positionsvinkel på 135°. Nebulosan IC 2944 ligger också i närheten.

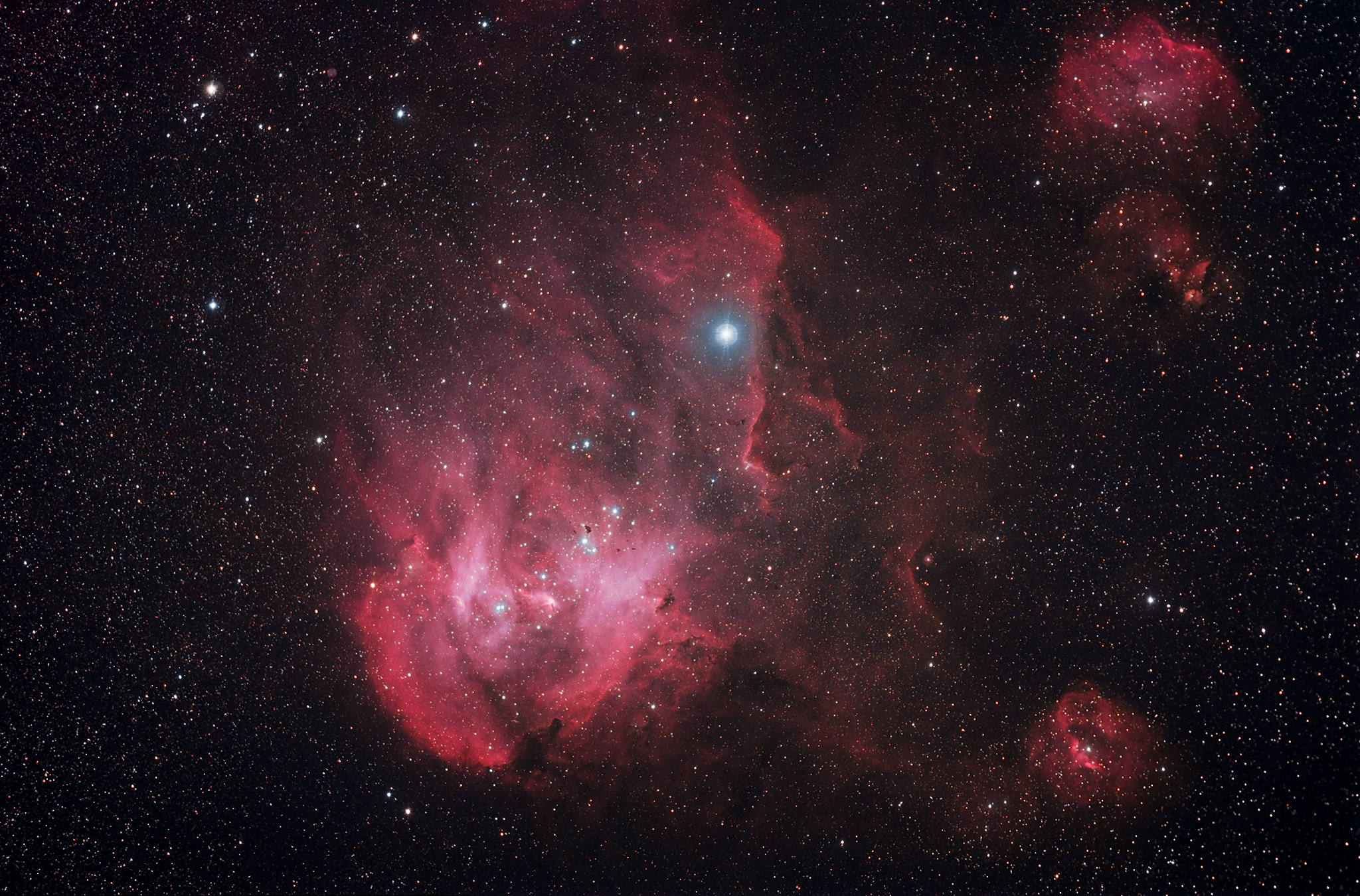
λ Centauri i IC 2944, med IC 2948 under vänster och IC 2872 ovanför höger (Dylan O'Donnell).

Baserat på stjärnans position och rörelse genom rymden är det sannolikt att den ingår i Gouldbältet. Den tillhör undergruppen Lower Centaurus-Crux (LCC) av stjärnhopen Scorpius-Centaurus, som är en öppen grupp av stjärnor som delar en gemensam rörelse genom rymden och därför bildats i samma molekylära moln. LCC-gruppen har en uppskattad ålder på 16-20 miljoner år och är centrerad på ett genomsnittligt avstånd på 380 ljusår från jorden.